# ヘレニズム
ヘレニズム（英語: Hellenism）またはギリシア主義とは、ギリシア人（ヘレネス）の神話的祖先「ヘレーン」に由来する語。ギリシャ主義とも表記される。その用法は様々である。
1. アレクサンドロス3世 東方遠征によって生じた古代オリエントとギリシア文化が融合した「ギリシア風」の文化を指す。
2. 時代区分としてアレクサンドロス3世（在位前336年 - 前323年）の治世からプトレマイオス朝エジプト王国が滅亡するまでの約300年間を指す。
3. ヨーロッパ文明の源流となる2つの要素として、ヘブライズムと対置してヘレニズムが示される場合もある。この場合のヘレニズムは古典古代の文化（ギリシア・ローマの文化）におけるギリシア的要素を指す。理性・知識の追求、芸術・体育の尊重などがその特徴とされる。

## 概念定義と批判

### 古代オリエント文化との融合
アレクサンドロス大王の東方遠征によって東方の地域に伝播したギリシア文化が、オリエント文化と融合して誕生した文化を指してヘレニズム文化と称する場合がある。この文脈でヘレニズムの語を用いたのは、19世紀ドイツの歴史学者ヨハン・グスタフ・ドロイゼンである。ドロイゼンの功績は、それまでマケドニアによるポリス征服までが古代ギリシア史の重要範囲とされていたため、ほとんど省みることがなかった征服以降の時期に脚光を当てたことである。これによって、多くの研究者の関心がこの時代に向かい、研究が前進することになった。

### 時代区分としてのヘレニズム
時代区分としてのヘレニズム時代（Hellenistic period）は、アレクサンドロスの死亡（紀元前323年）からプトレマイオス朝エジプトの滅亡（紀元前30年）までの約300年間を指す。
広大な帝国を築き上げたのちアレクサンドロスが死ぬと、その版図はアレクサンドロスの部下達によって争奪・分割された。これら、およびさらにそこから派生した諸国をヘレニズム諸国という。

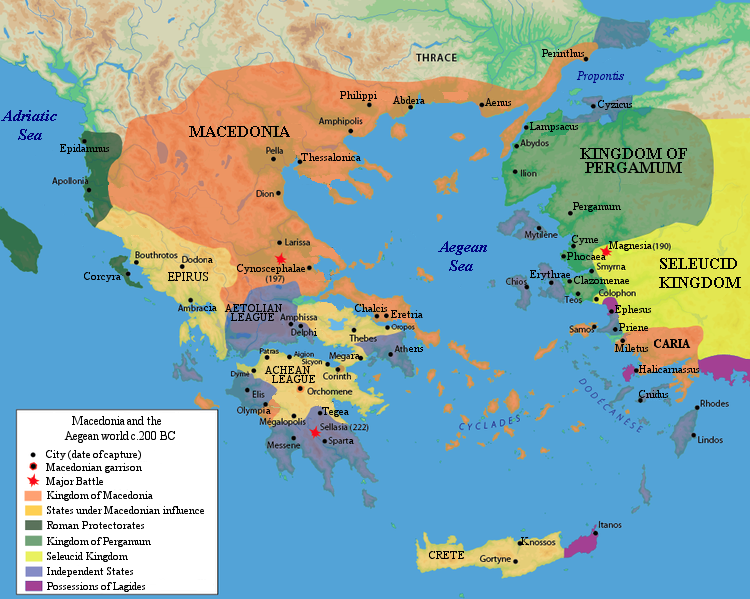
紀元前200年ごろのエーゲ海周辺の地図。
アンティゴノス朝（マケドニア王国）
マケドニア王国衛星国
セレウコス朝シリア
ローマ保護国
アッタロス朝ペルガモン
独立国
プトレマイオス朝エジプト王国

これらの国は東地中海からオリエント地域を支配し、ギリシア風の「ヘレニズム文化」を維持・発展させたが、次第に共和政ローマが東へ進出することで滅ぼされ、ついに紀元前30年、最後のヘレニズム王朝であったプトレマイオス朝エジプトがローマに併合された。このことによって、ヘレニズム時代は終わったとされる。
しかし、その後も文化的にはギリシアはローマを圧倒し続けた。ギリシア語は東地中海地域の共通語として使われ、ヘレニズム文化が栄えた。また、ローマ帝国分裂後も7世紀以降の東ローマ帝国では支配地域・住民がギリシャ語圏となったためにヘレニズムの伝統が重視され、キリスト教と融合した「ビザンティン文化」を生むことになった。

### ヨーロッパ文明の源流
ヨーロッパ文明の基調をヘブライズム（ユダヤ教・キリスト教）と、ヘレニズムに求める見解は、19世紀にマシュー・アーノルドによって示された。以降、こういった見解はヨーロッパ文明を説明する上で一般的に用いられている。

## 関連文献
- P.プティ、A.ラロンド 『ヘレニズム文明 地中海都市の歴史と文化』 北野徹訳、白水社〈文庫クセジュ〉2008年
- F.W.ウォールバンク 『ヘレニズム世界』 小河陽訳、教文館 1988年
- W.W.ターン 『ヘレニズム文明』 角田有智子・中井義明訳、新思索社 1987年
- アーノルド・J・トインビー 『ヘレニズム 一つの文明の歴史』 秀村欣二・清永昭次訳、紀伊国屋書店 初版1962年、復刊1975年ほか
- フランソワ・シャムー 『ヘレニズム文明』桐村泰次訳、論創社 2011年
- 『ヘレニズムと仏教 NHKスペシャル文明の道2』 日本放送出版協会 2003年